# Tropaeolum
Tropaeolum, de nombre vulgar capuchina, es un género de herbáceas, anuales y perennes, uno de los tres géneros de la familia Tropaeolaceae natural de Sudamérica y América Central. Incluye varias especies muy populares en jardinería Tropaeolum speciosum, Tropaeolum majus y Tropaeolum peregrinum. La especie más robusta es Tropaeolum polyphyllum de Chile, ya que las raíces perennes pueden sobrevivir cuando la temperatura cae a 15º bajo cero. Comprende 260 especies descritas y de estas, solo 88 aceptadas.

## Descripción
Es una especie herbácea anual trepadora o rastrera que pueden llegar al metro de alto. Las hojas, discretamente estipuladas, tienen un contorno orbicular/arriñonada; son peltadas, con el limbo de 3-20 cm de diámetro y el peciolo de 12-20 cm actuando como zarcillo. Las flores, axilares, son solitarias y tiene un cáliz, con espolón nectarífero, pentámero, de sépalos soldados verdosos oblongo-lanceolados a agudos mientras los pétalos, desiguales (2 superiores y 3 inferiores), de color amarillento a anaranjado, con rayas y manchas más obscuras, los superiores cuneados, enteros u ondulados y los inferiores ciliados en la base y unguiculados. El Androceo tiene 8  estambres, desiguales y dispuestos en 2 verticilos mientras el gineceo tiene el ovario soportado por un pequeño ginóforo con el estilo soldado en casi toda su longitud y el estigma trífido, con lóbulos desiguales. El fruto es un triesquizocarpo con mericarpos centimétricos arrugados.

## Ecología
Las especies de Tropaeolum son utilizadas como alimento por las larvas de ciertas especies de Lepidoptera incluyendo las comúnmente conocidas como «alfombra de punto» y «alfombra de jardín».

## Taxonomía
El género fue descrito por Carlos Linneo y publicado en Species Plantarum, vol. 1, p. 345, 1753. La especie tipo es: Tropaeolum majus.  
Etimología
Tropaeolum: nombre genérico conocido como la capuchina de jardineros, aunque no de los botánicos, y nombrado por Linneo, que deriva del griego tropaion y del latín tropaeum de "trofeo", por la manera en que crece la planta, sobre un soporte. recordando un trofeo clásico con escudos y cascos de oro como las que colgaban como un signo de la victoria en un campo de batalla.

## Especies aceptadas
- Tropaeolum adpressum Hughes
- Tropaeolum argentinum Buchenau
- Tropaeolum asplundii Sparre
- Tropaeolum atrocapillare Sparre

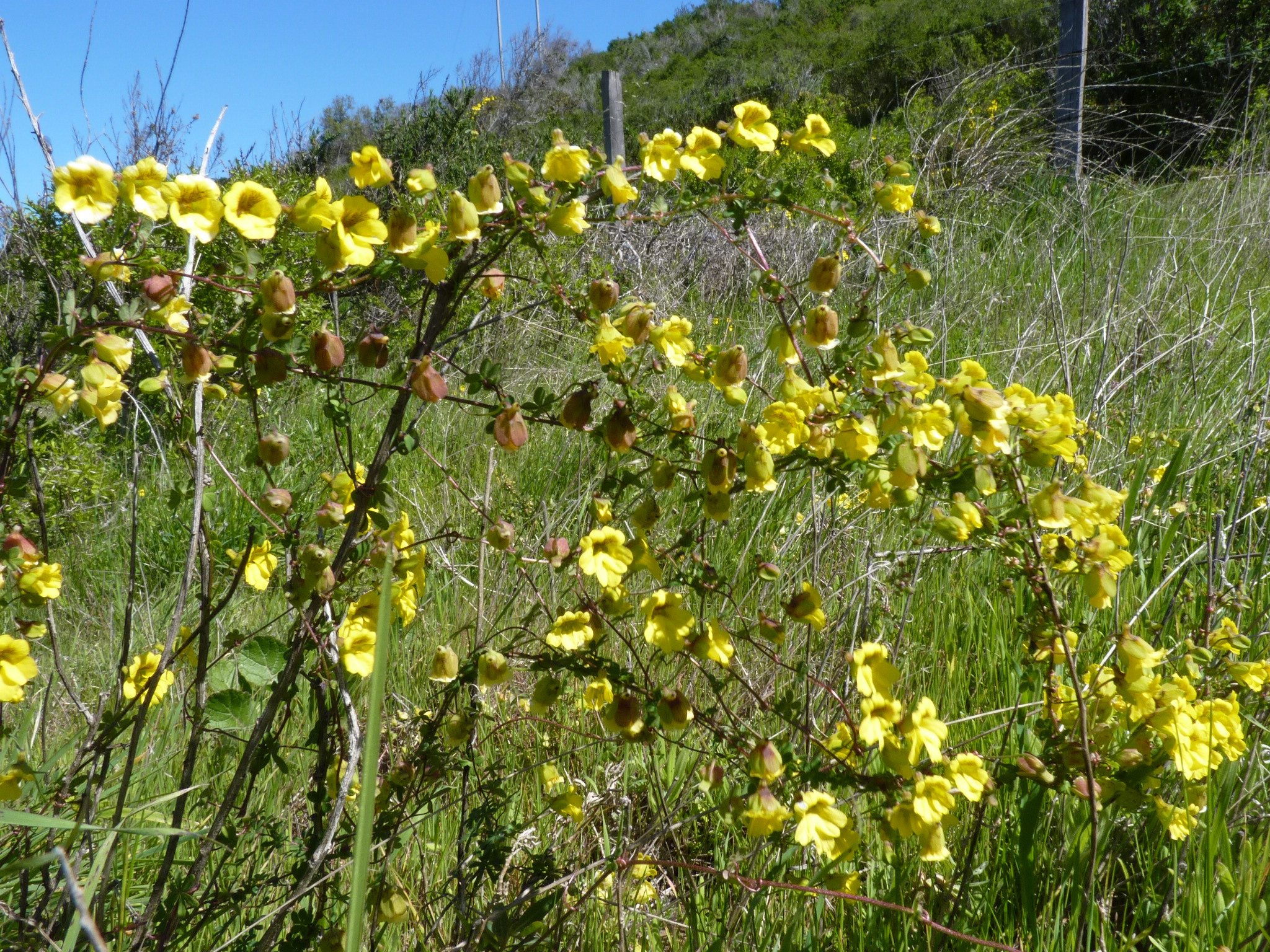
Tropaeolum brachyceras

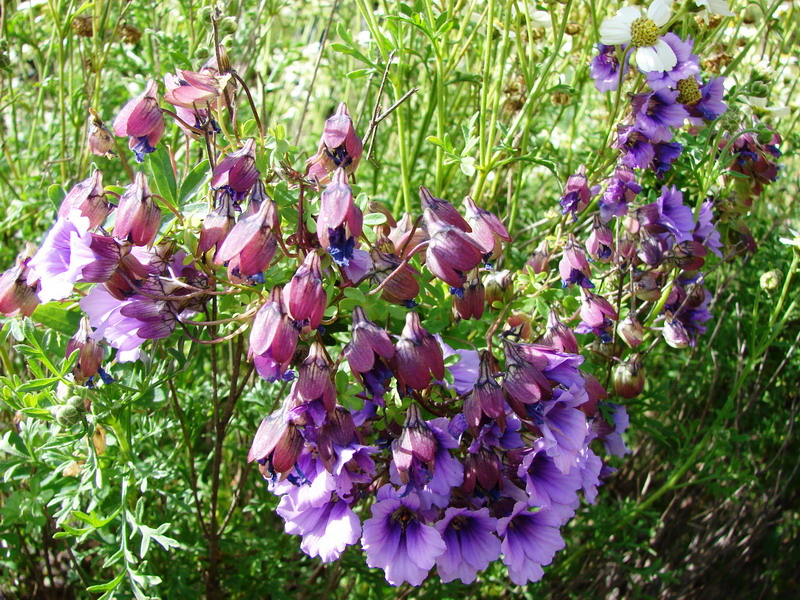
Tropaeolum hookerianum

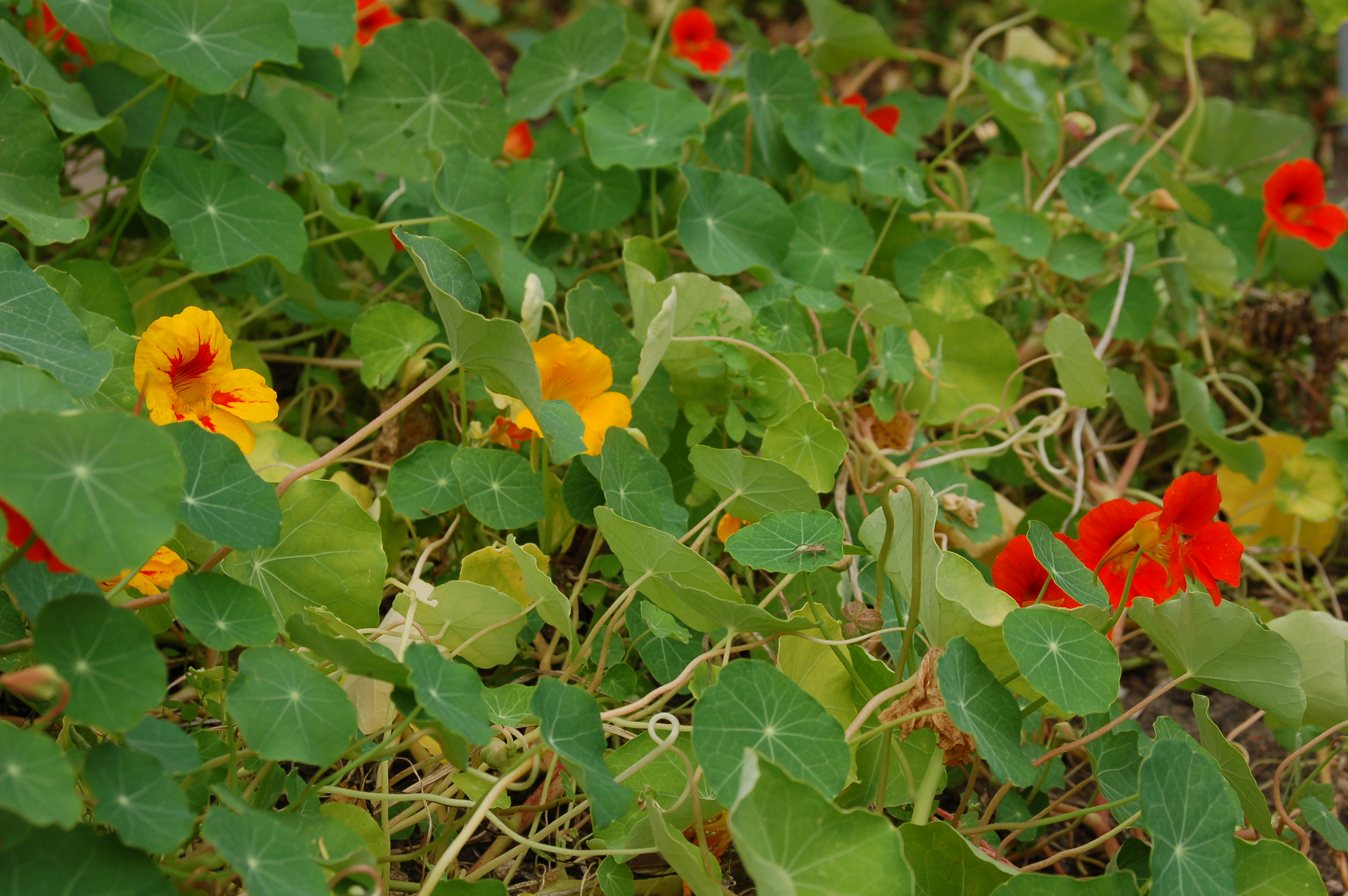
Tropaeolum majus

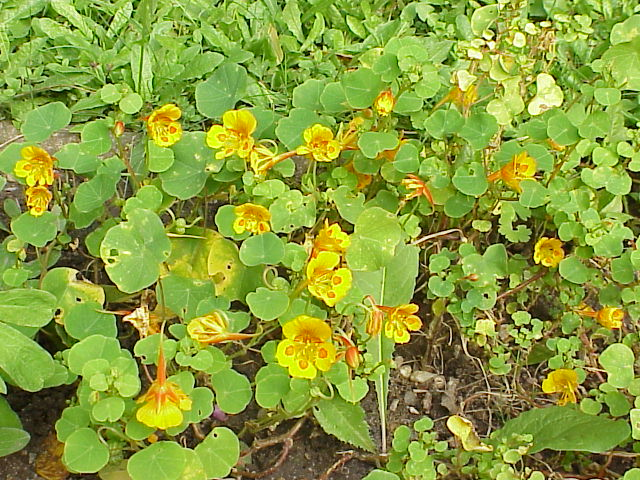
Tropaeolum minus

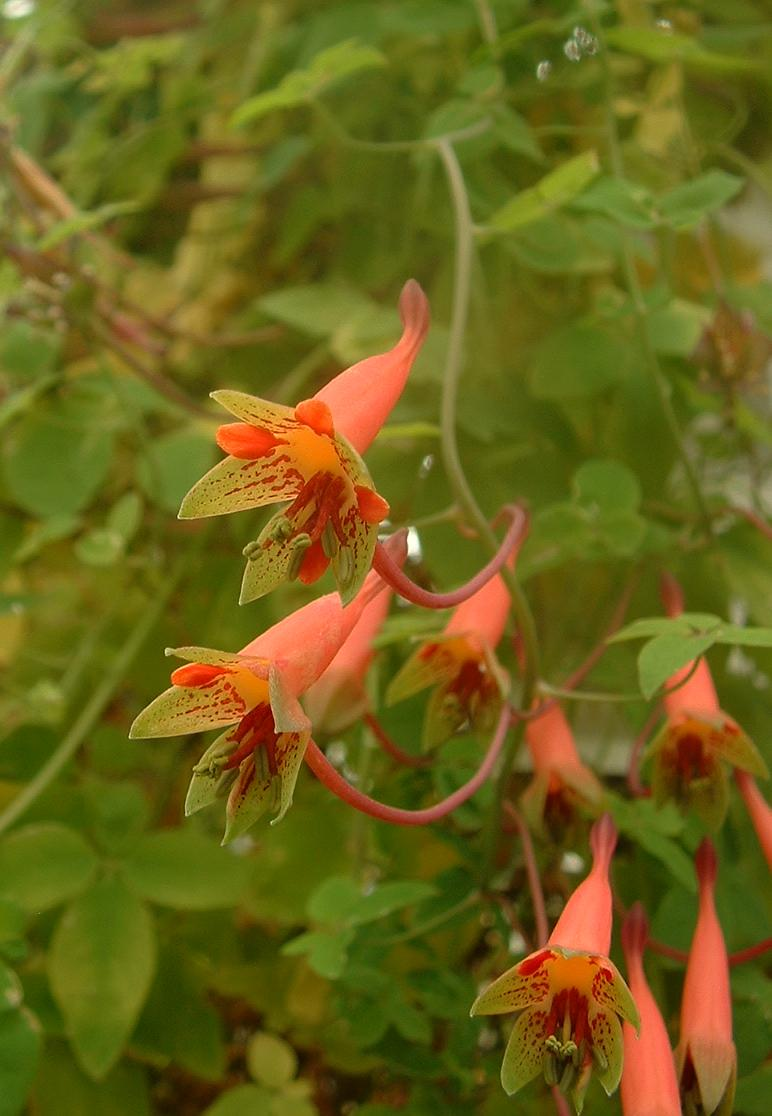
Tropaeolum pentaphyllum

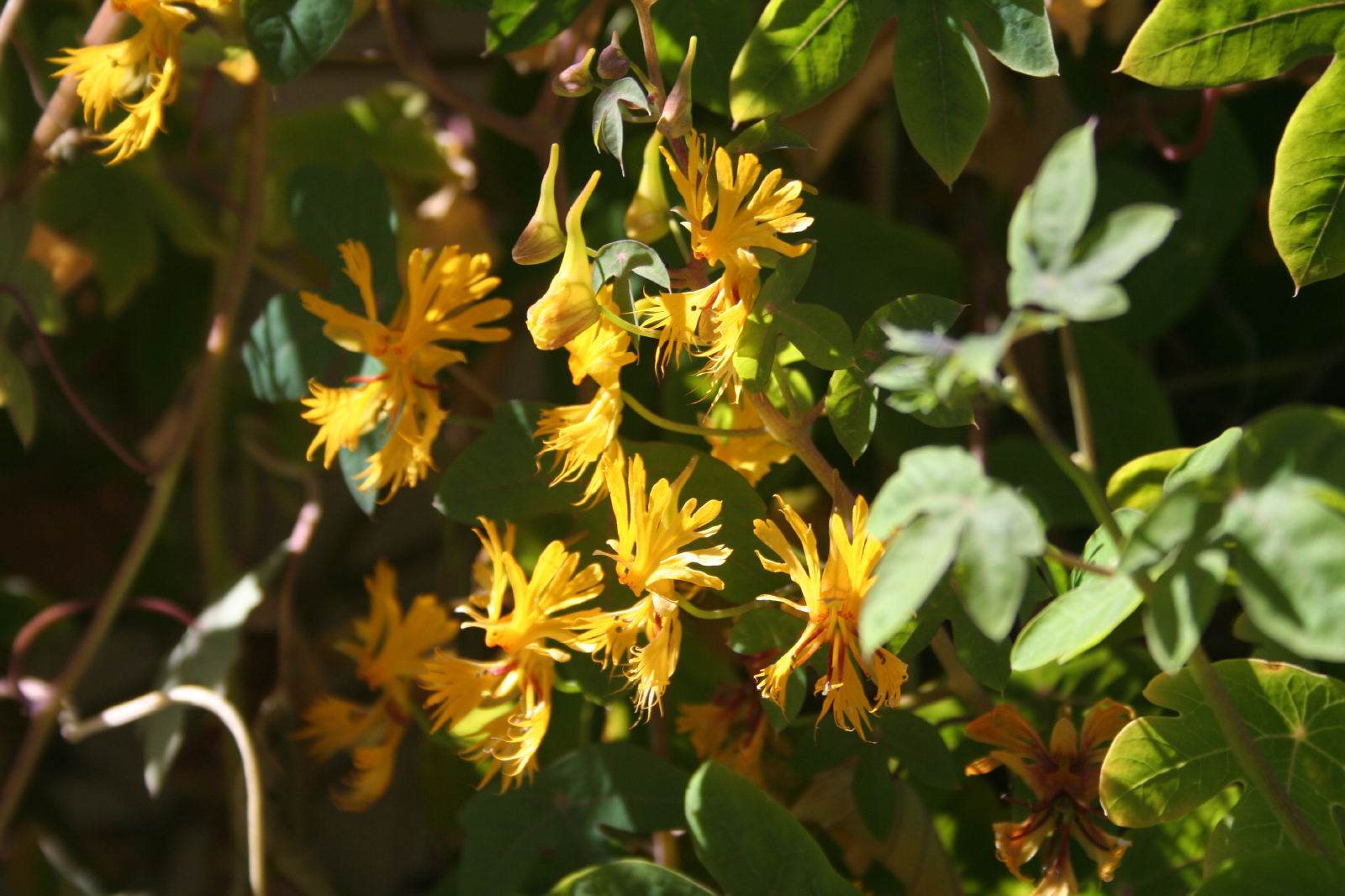
Tropaeolum seemanii

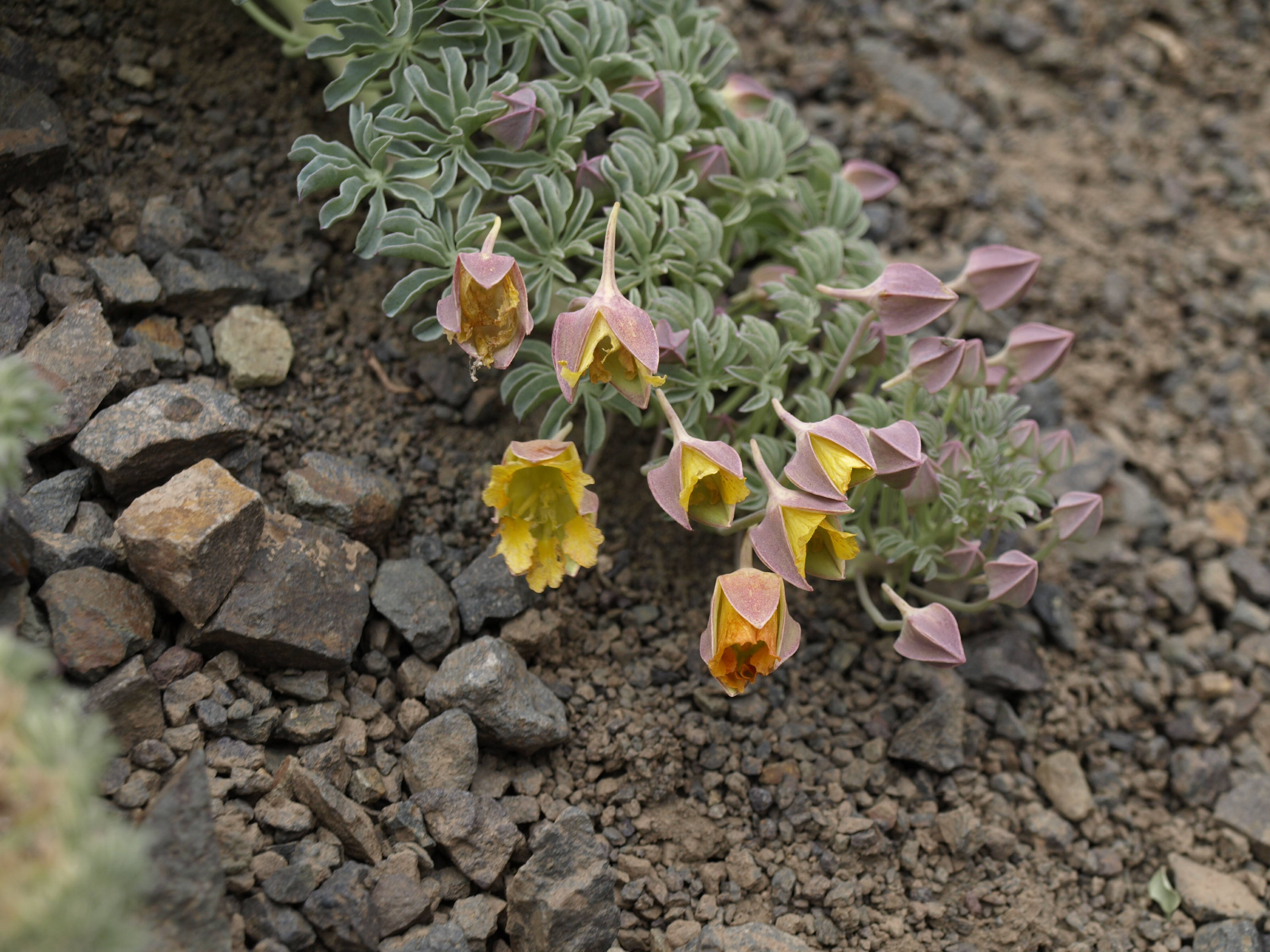
Tropaeolum polyphyllum

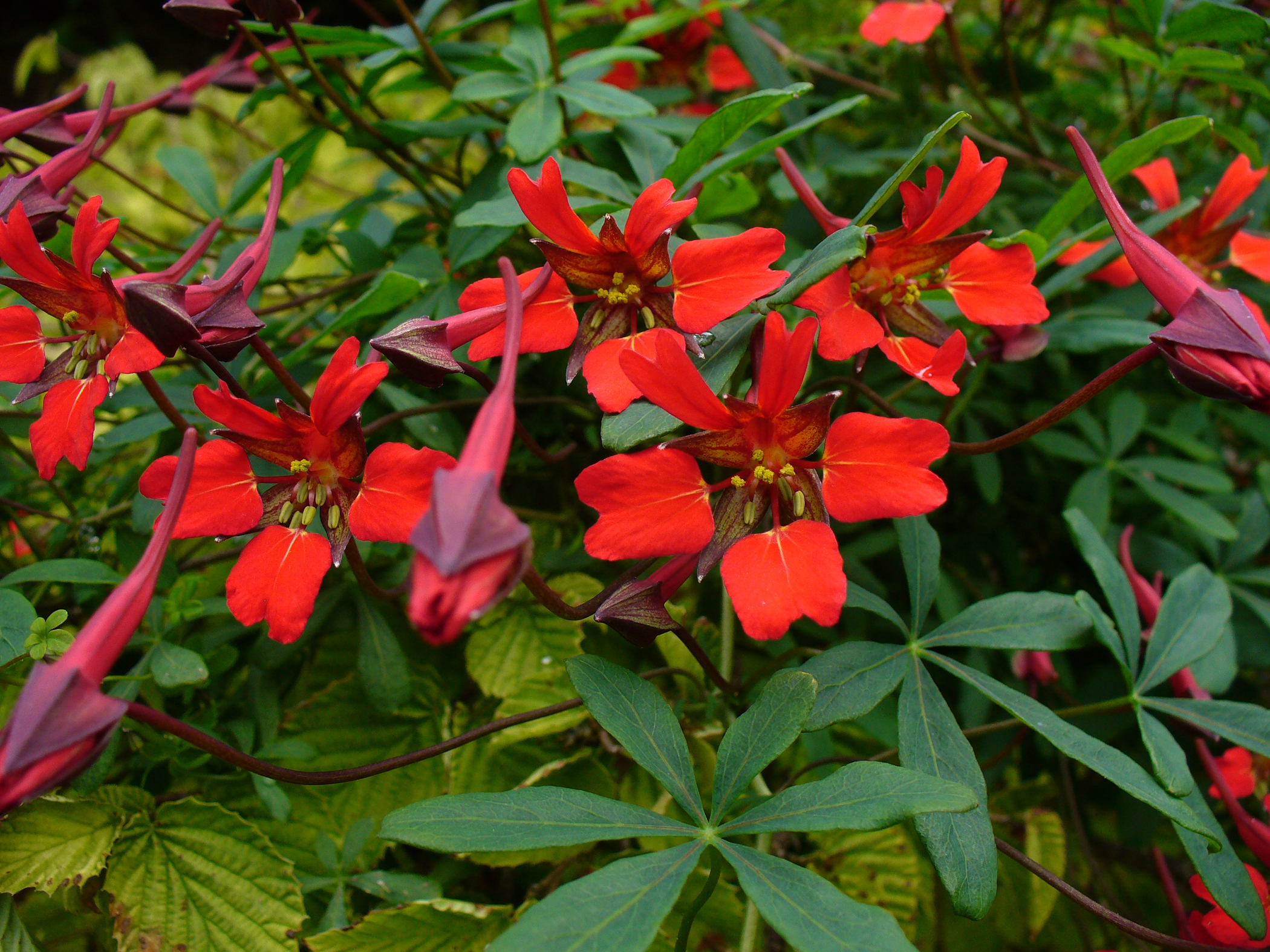
Tropaeolum speciosum

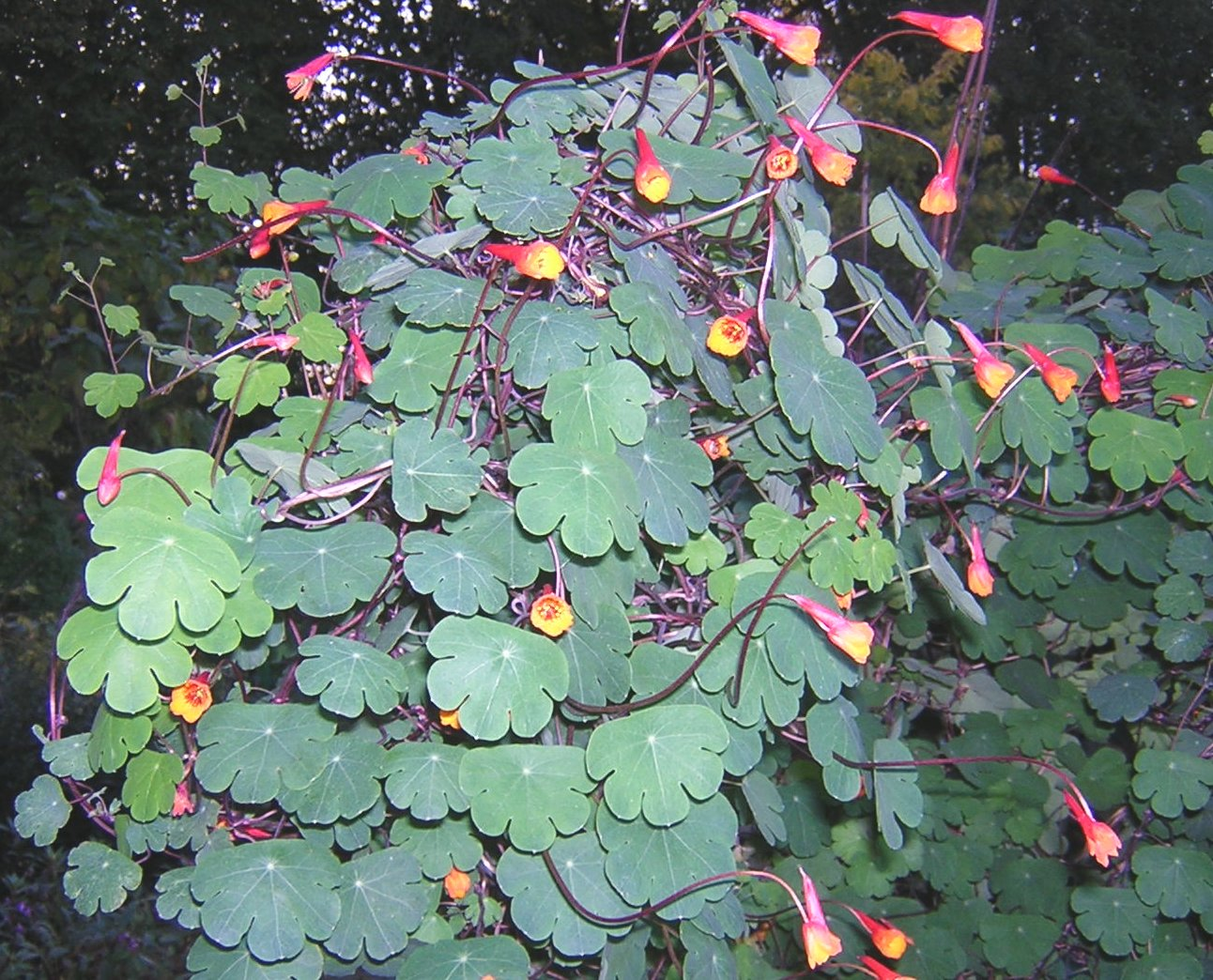
Tropaeolum tuberosum

- Tropaeolum austropurpureum (J.M.Watson & A.R.Flores) J.M.Watson & A.R.Flores
- Tropaeolum azureum Bertero ex Colla
- Tropaeolum beuthii Klotzsch
- Tropaeolum bicolor Ruiz & Pav.
- Tropaeolum boliviense Loes.
- Tropaeolum brachyceras Hook. & Arn.
- Tropaeolum brasiliense Casar.
- Tropaeolum brideanum Sparre
- Tropaeolum calcaratum Sparre
- Tropaeolum calvum (J.F. Macbr.) Sparre
- Tropaeolum capillare Buchenau
- Tropaeolum carchense Killip ex Sparre
- Tropaeolum ciliatum Ruíz & Pav.
- Tropaeolum cirrhipes Hook.
- Tropaeolum cochabambae Buchenau
- Tropaeolum crenatiflorum Hook.
- Tropaeolum cuspidatum Buchenau
- Tropaeolum deckerianum Moritz & H.Karst.
- Tropaeolum dipetalum Ruiz & Pav.
- Tropaeolum elzae Sparre
- Tropaeolum emarginatum Turcz.
- Tropaeolum ferreyrae Sparre
- Tropaeolum fintelmannii Schltdl.
- Tropaeolum harlingii Sparre
- Tropaeolum hayneanum Bernh.
- Tropaeolum hirsutum Sparre
- Tropaeolum hjertingii Sparre
- Tropaeolum hookerianum Barnéoud
- Tropaeolum huigrense Killip
- Tropaeolum incisum (Speg.) Sparre
- Tropaeolum × jilesii Sparre
- Tropaeolum kerneisinum Hughes
- Tropaeolum kingii Phil.
- Tropaeolum kuntzeanum Buchenau
- Tropaeolum lasseri Sparre
- Tropaeolum leonis Sparre
- Tropaeolum lepidum Phil. ex Buchenau
- Tropaeolum leptophyllum G.Don
- Tropaeolum lindenii Wallis
- Tropaeolum longiflorum Killip
- Tropaeolum looseri Sparre
- Tropaeolum magnificum Sparre
- Tropaeolum majus L.
- Tropaeolum menispermifolium Buchenau & Sodiro
- Tropaeolum meyeri Sparre
- Tropaeolum minus L. - capuchina enana[6]
- Tropaeolum moritzianum Klotzsch
- Tropaeolum myriophyllum (Poepp. & Endl.) Sparre
- Tropaeolum nubigenum Phil.
- Tropaeolum nuptae-jucundae Sparre
- Tropaeolum orinocense P.E.Berry
- Tropaeolum orthoceras Gardner
- Tropaeolum × oxalianthum C.Morren
- Tropaeolum papillosum Hughes
- Tropaeolum patagonicum Speg.
- Tropaeolum pellucidum Sparre
- Tropaeolum peltophorum Benth.
- Tropaeolum pendulum Klotzsch
- Tropaeolum pentagonum Hughes
- Tropaeolum pentaphyllum Lam.
- Tropaeolum peregrinum L.
- Tropaeolum polyphyllum Cav.
- Tropaeolum porifolium (Cav.)
- Tropaeolum pubescens Kunth
- Tropaeolum purpureum Killip
- Tropaeolum repandum Heilborn
- Tropaeolum rhomboideum Lem.
- Tropaeolum sanctae-catharinae Sparre
- Tropaeolum seemannii Buchenau
- Tropaeolum sessilifolium Poepp. & Endl.
- Tropaeolum smithii DC.
- Tropaeolum speciosum Poepp. & Endl.
- Tropaeolum steyermarkianum Sparre
- Tropaeolum stipulatum Buchenau
- Tropaeolum × tenuirostre Steud.
- Tropaeolum trialatum (Suess.) L.Andersson & S.Andersson
- Tropaeolum tricolor Sweet
- Tropaeolum trilobum Turcz.
- Tropaeolum tuberosum Ruiz & Pav.
- Tropaeolum umbellatum Hook.
- Tropaeolum unilobatum Sparre
- Tropaeolum wagnerianum H.Karst. ex Klotzsch
- Tropaeolum warmingianum Rohrb.
- Tropaeolum willinkii Sparre[3]